# The Movie
The Movie – polski komiks internetowy autorstwa Roberta Sienickiego. Pierwszy pasek (komiks przybiera formę kilku obrazków, trzech-czterech, ułożonych poziomo) został opublikowany w czerwcu 2006 roku. Kolejne paski dodawane są 2 razy w tygodniu. "The Movie" to nazwa magazynu filmowego, w redakcji którego pracują bohaterowie komiksu. Obecnie robiona jest także pełnometrażowa wersja komiksu, o podtytule "Festiwal filmowy".

## Fabuła
"The Movie" opowiada o perypetiach Krzyśka, Juliana, Ryszarda, Sylwii, Marka oraz innych bohaterów, którzy pracują w magazynie filmowym. Każdy pasek jest ciętą ripostą na produkcje filmowe, zarówno tez z ekranu filmowego, jak i telewizyjne. Kolejne odcinki, wraz z pojawianiem się na stronie, naśmiewały się z "300", "Gwiezdnych Wojen", "Jestem Legendą" ale również oberwało się "Zagubionym".

## Bohaterowie
- Krzysiek – postrach wszystkich filmowców. Krytyk filmowy, który kocha swoją pracę i obrzucanie błotem słabych filmów. Po prostu cynik.
- Julian – maskotka redakcji i najmłodszy pracownik. Miał odświeżyć magazyn. Dzięki niemu pojawia się wiele śmiesznych sytuacji. Podkochuje się w Agacie.
- Ryszard – jeden z kilku krytyków z redakcji. Nałogowy palacz i dobry kumpel Krzyśka, z którym chodzi na seanse do kina.
- Sylwia – pani redaktor naczelna pisma. To jedyna osoba, która potrafi zagonić Krzyśka do roboty.
- Marek – pracoholik i osoba odpowiedzialna za recenzje filmów DVD. Jest od nich bardzo uzależniony i powiększa swoją kolekcję płyt.
- Agata – asystentka Sylwii.